# Юрковський Віталій Станіславович
Віта́лій Станісла́вович Юрко́вський  (*14 квітня 1935 — †21 серпня 1994) — Народний депутат України 2-го скликання.

## Біографія
Після відновлення літом 1993 року діяльності Комуністичної партії України (КПУ) Віталій Юрковський разом з Ольгою Гінзбург активно займався розбудовою цієї партії у місті Конотопі.
На парламентських виборах 1994 року Віталій Юрковський балотувався як кандидат від КПУ на посаду Народного депутата України від Конотопського виборчого округу (№ 346). У результаті він пройшов до парламенту і набув депутатських повноважень 12 травня. 3 червня він також був обраний до складу постійної Комісії Верховної Ради України з питань культури і духовності. Але довго попрацювати на цій посаді Віталію Юрковському не вдалося, бо вже 21 серпня 1994 року він помер.